# Abbas Rezaie
Abbas Rezaie (عباس رضایی، Hazara) ist ein afghanischer Journalist, Videoreporter und Dokumentarfilmer.
Rezaie ist Mitglied der Redaktion der Tageszeitung Etilaat Roz in Kabul. Im Mai 2021 dokumentierte einen Sprengstoffanschlag auf eine Schule in Kabul.
Während des überstürzten Abzugs der NATO-Truppen aus Afghanistan und dem Vormarsch der Taliban auf Kabul im August 2021 filmte er die Tage des Umbruchs in seiner Redaktion. Etilaat Roz ist sein erster langer Dokumentarfilm. Der Film feierte seine Deutschlandpremiere beim DOK.fest-München, wo er in der Kategorie VIKTO DOK.horizonte nominiert wurde.

## Filmografie
- 2022: Etilaat Roz